# Csudai Csaba
Csudai Csaba, névvariáns: Csudai Csaba Zsolt (Nyíregyháza, 1962. május 14. –) magyar színész.

## Életpályája
1981-től a Békés Megyei Jókai Színházban szerepelt. 1988-ban Kazimir Károly osztályában színészként diplomázott a Színház- és Filmművészeti Főiskolán. A diploma évében a Thália Színházhoz szerződött. 1992-től egy évadot a nyíregyházi Móricz Zsigmond Színházban játszott. 1993-tól a Győri Nemzeti Színház tagja. 1995-től szabadfoglalkozású művész.

## Fontosabb színházi szerepei
- Karol Wojtiła: Az aranyműves boltja... Kristóf
- Móricz Zsigmond: Rokonok... Péterfy
- William Shakespeare: Lóvá tett lovagok... Dumain
- William Shakespeare: Rómeó és Júlia... Páris
- William Shakespeare: II. Richárd... Ratcliff
- William Shakespeare: Hamlet... Fortinbras; sírásó; Marcellus; színészkirály; Rajnald; Guildensteirn; színész
- William Shakespeare – John Guare – Mel Shapiro – Galt MacDermot: Veronai fiúk... Antonio
- Arisztophanész: Gazdagság... Hermész
- Tamási Áron: Ördögölő Józsiás... Ropogán
- Harsányi Zsolt: A bolond Ásvayné... Zelményi Tamás
- Ludvig Holberg: A politikus csizmadia... Gyuri
- Mitch Leigh – Dale Wasserman – Joe Darion: La Mancha lovagja... dr. Carrasco
- Szabó Magda: Régimódi történet... Kálmánka
- Anthony Marriott – Alistair Foot: Csak semmi szexet, kérem, angolok vagyunk... Peter Hunter
- John Steinbeck: Egerek és emberek... Curley
- Sultz Sándor: A várakozóművész... Péter
- Stendhal: – Nagy András: Vörös és fekete... Louis
- Carlo Goldoni: A legyező... Coronato; Evaristo
- Molière – Kszel Attila: Scapin, a nápolyi... Octave
- Molnár Ferenc: Liliom... II. Detektív; II. Rendőr
- Makszim Gorkij: Éjjeli menedékhely... Golyvás
- Jaroslav Hašek – Spiró György: Svejk... Katy
- Tennessee Williams: Nyár és füst... Kramer (kereskedelmi utazó)
- Borisz Leonyidovics Paszternak: Doktor Zsivágó... Ginc
- Bereményi Géza: Az arany ára... Fiatalember
- Németh Ákos: Müller táncosai... Papruhás idegen
- Németh László: Galilei... Zacchia bíboros

## Filmek, tv
- Hagymácska (színházi előadás tv-felvétele, 1982)
- Georges Feydeau: Bolha a fülbe (színházi előadás tv-felvétele, 1988)
- Vadon (1989)
- Tanmesék a szexről (1989)
- A legyező (színházi előadás tv-felvétele, 1997)
- Bereményi Géza: Légköbméter (színházi előadás tv-felvétele)